# Kristen Lepionka
Kristen Lepionka est une romancière américaine, auteure de roman policier.

## Biographie
En 2017, Kristen Lepionka publie son premier roman, The Last Place You Look, premier volume d'une série consacrée à Roxane Weary, détective privée à Columbus en Ohio. Avec ce roman, elle est lauréate du prix Shamus 2018 du meilleur premier roman et est nommée pour les prix Anthony et Macavity,. L'année suivante, elle est également nommée pour le prix Shamus du meilleur roman pour What You Want To See.

## Œuvre

### Romans

#### SérieRoxane Weary
- The Last Place You Look (2017)
- What You Want To See (2018)
- The Stories You Tell (2019)
- Once You Go This Far (2020)

## Prix et distinctions

### Prix
- Prix Shamus 2018 du meilleur premier roman pour The Last Place You Look[1]
- Prix Shamus 2019 du meilleur roman pour What You Want To See[1]

### Nominations
- Prix Anthony 2018 du meilleur premier roman The Last Place You Look[2]
- Prix Macavity du meilleur premier roman The Last Place You Look[3]